# Der Golem (1920)
Der Golem, wie er in die Welt kam is een Duitse expressionistische film uit 1920 onder regie van Paul Wegener en Carl Boese.
De film was het laatste deel van drie films die Wegener maakte over de golem, de andere twee zijn Der Golem (1915) en de korte komedie Der Golem und die Tänzerin (1917), waarin Wegener de golem-make-up opdoet om een jongedame bang te maken op wie hij verliefd is. Der Golem, wie er in die Welt kam is een prequel van Der Golem uit 1915 en is de enige van de trilogie die niet verloren is gegaan.

## Verhaal
In het Praag van de 16e eeuw schept Rabbi Löw een kleien monster om het Joodse getto te verdedigen tegen de wrok van de keizer. Zijn golem slaat echter op hol en steekt het getto in brand. De hoop is nu gevestigd op een klein meisje dat de golem onschadelijk zou kunnen maken...

## Rolverdeling
| Acteur           | Personage                     |
| ---------------- | ----------------------------- |
| Paul Wegener     | Golem                         |
| Albert Steinrück | Rabbi Löw                     |
| Lyda Salmonova   | Miriam                        |
| Ernst Deutsch    | Famulus (assistent Rabbi Löw) |
| Lothar Müthel    | Jonker Florian                |
| Otto Gebühr      | Keizer                        |
| Loni Nest        | Klein meisje                  |
| Hans Stürm       | Rabbi Jehuda                  |
| Greta Schröder   | Hofdame                       |
| Fritz Feld       | Nar                           |